# 鲁伊诺
鲁伊诺（義大利語：Ruino），曾是意大利帕维亚省的一个市镇。总面积21.28平方公里，人口767人，人口密度36.0人/平方公里（2009年）。国家统计（ISTAT）代码为018132。
2019年1月1日，鲁伊诺、卡内维诺和瓦尔韦尔德三个市镇合并为新的科利韦尔迪市镇。